# Anagonia rufifacies
Anagonia rufifacies là một loài ruồi trong họ Tachinidae.